# Жулијен Бергер
Жулијен Бергер (енгл. Julien Berger; 10. јануар 1990) професионални је белгијски рагбиста и репрезентативац, који тренутно игра за француски Стад Рошел. За репрезентацију Белгије одиграо је 9 тест мечева и постигао 7 есеја.